# Струп

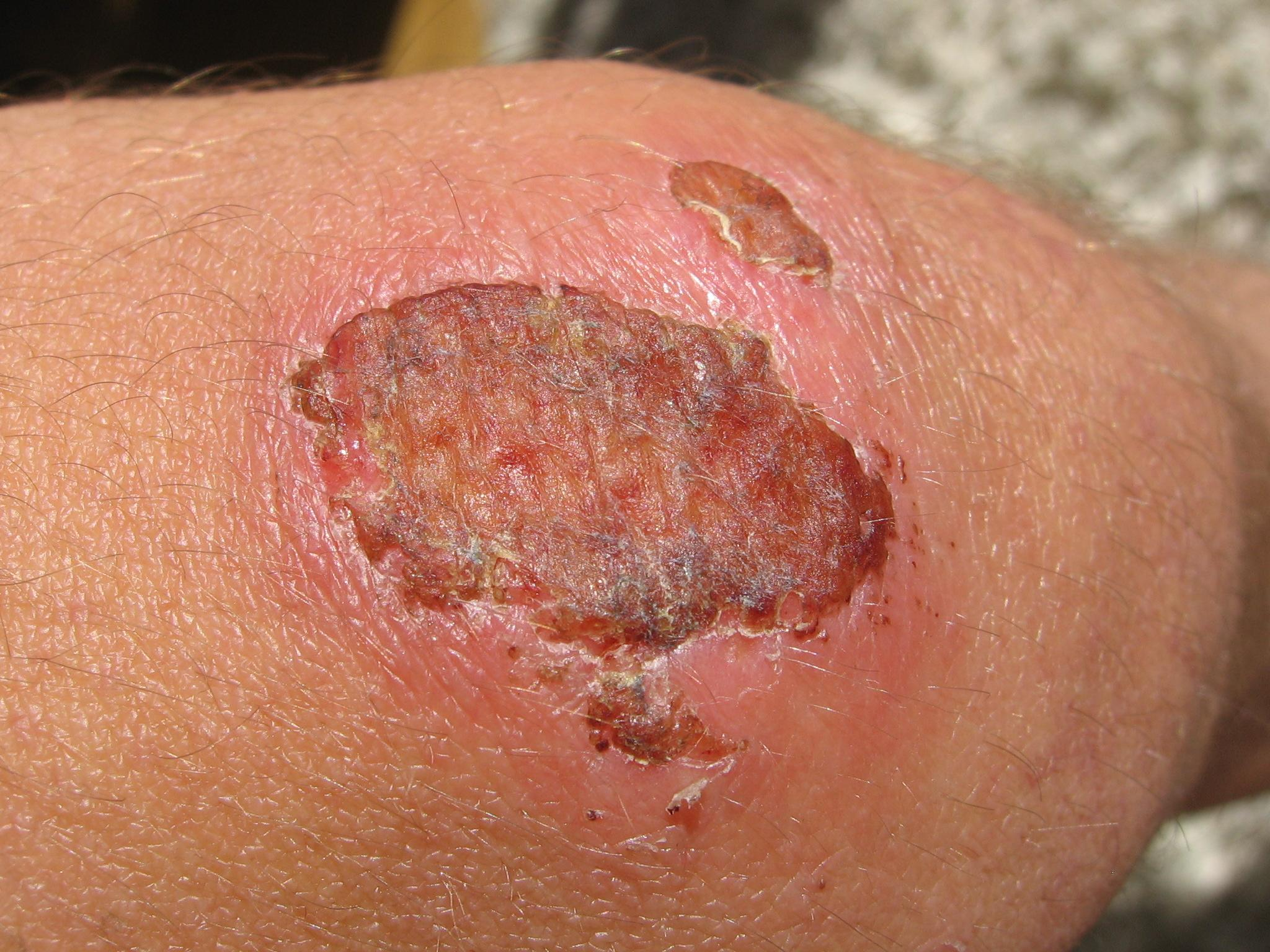
Струп на коліні

Струп (інколи, ескар, [ˈɛskɑr]; грец. ἐσχάρᾱ, трансліт. eskhara; лат. eschara) — кірка, яка вкриває поверхню або краї рани, що загоюється, або шматок мертвої тканини, який відривається від поверхні шкіри, особливо після опікової травми, але також видно при гангрені, виразці, грибкових інфекціях, некротичних ранах від укусів павуків, укусах кліщів, пов'язаних із плямистою гарячкою, шкірній формі сибірки. Термін «струп» відрізняється від терміна скоринка(«парша»). Струп містить некротичну тканину, тоді як скоринка складається із засохлої крові та ексудату.
Скоринка, яка покриває поверхню рани, опіку, садна, утворена згорнутою кров'ю і лімфою, струп також містить гній і відмерлі тканини. Захищають рану від попадання мікроорганізмів, бруду. В процесі загоєння рана епітелізується і струп відпадає.

## Ескаротик
Ескаротик — це речовина, яка вбиває небажані або хворі тканини, як правило, шкіру або поверхневі новоутворення, такі як бородавки, залишаючи їх відшаровуватися. Приклади: неорганічні реагенти, такі як сильні кислоти та луги, або цитотоксичні солі важких металів, наприклад цинку або срібла органічні сполуки, такі як сангвінарин, саліцилова кислота та певні ліки, такі як іміквімод. Подразнювальні або корозійні рідини з рослин, такі як латекс або смоли з різних видів фікуса, молочаю, каріки або тараксакуму, холодоагенти, які вбивають тканини шляхом заморожування; приклади включають рідкий азот, твердий вуглекислий газ і його розчин в ефірі.
Ескаротики здавна використовуються в медицині. У звичайній сучасній практиці деякі все ще корисні для місцевого лікування наростів, таких як бородавки. За браком чогось кращого в минулому, колись ескаротики використовувалися ширше, і, наприклад, популярні продукти включали так звані чорні мазі з такими інгредієнтами, як хлорид цинку, плюс сангвінарин у формі екстракту кров'яного кореня. Ці та інші були традиційними для місцевого лікування локалізованого раку шкіри у фітотерапії. Вони поєднували ненадійність у викоріненні раку з шкідливими наслідками, такими як рубці, серйозні травми та спотворення. Отже, ескаротичні мазі зараз суворо регулюються в більшості західних країн і доступні лише за рецептом. Були порушені судові переслідування за неліцензійний продаж ескаротичних продуктів, таких як Cansema.